# Rondo Grunwaldzkie w Krakowie
Rondo Grunwaldzkie – górny poziom węzła drogowego w centralnej części Krakowa, po południowej stronie Wisły, na południowy zachód od Starego Miasta, u zbiegu ulic: Monte Cassino, Marii Konopnickiej i zjazdu z Mostu Grunwaldzkiego (ul. Józefa Dietla).
Rondo Grunwaldzkie jest zwykłym skrzyżowaniem dróg z centralną wyspą, zwanym skrzyżowaniem o rozszerzonych wlotach i jedynie przypomina swoim ukształtowaniem rondo; nie obowiązuje na nim natomiast ruch okrężny.
Ulica M. Konopnickiej, biegnąca wzdłuż Wisły i wchodząca w skład II obwodnicy Krakowa, przechodzi pod skrzyżowaniem przez tunel.
W trakcie budowy Ronda Grunwaldzkiego i ul. M. Konopnickiej przerwano bieg ul. Barskiej, która obecnie składa się z dwóch fragmentów.
Z rondem Grunwaldzkim związana jest historia Psa Dżoka.

## Galeria

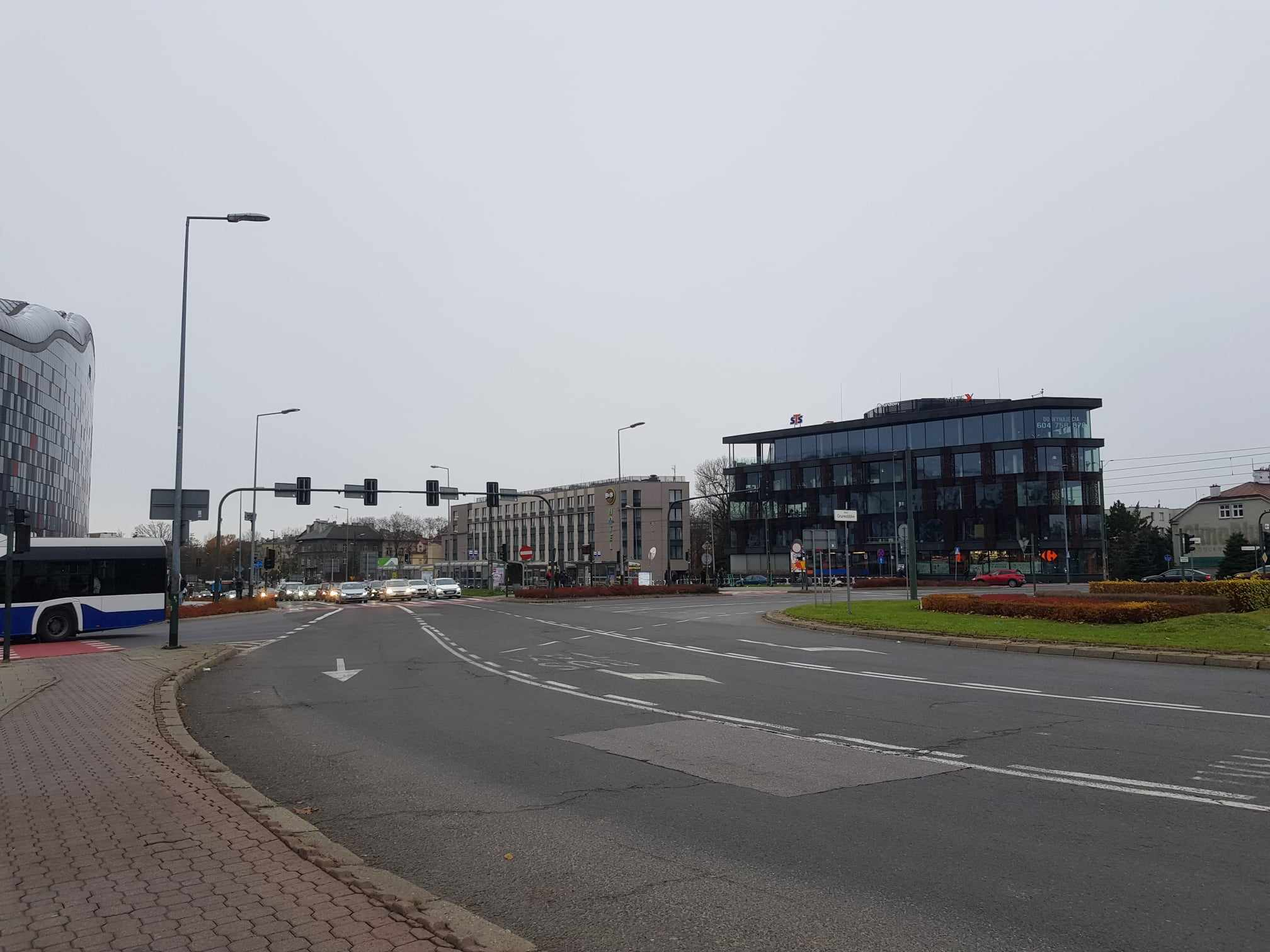
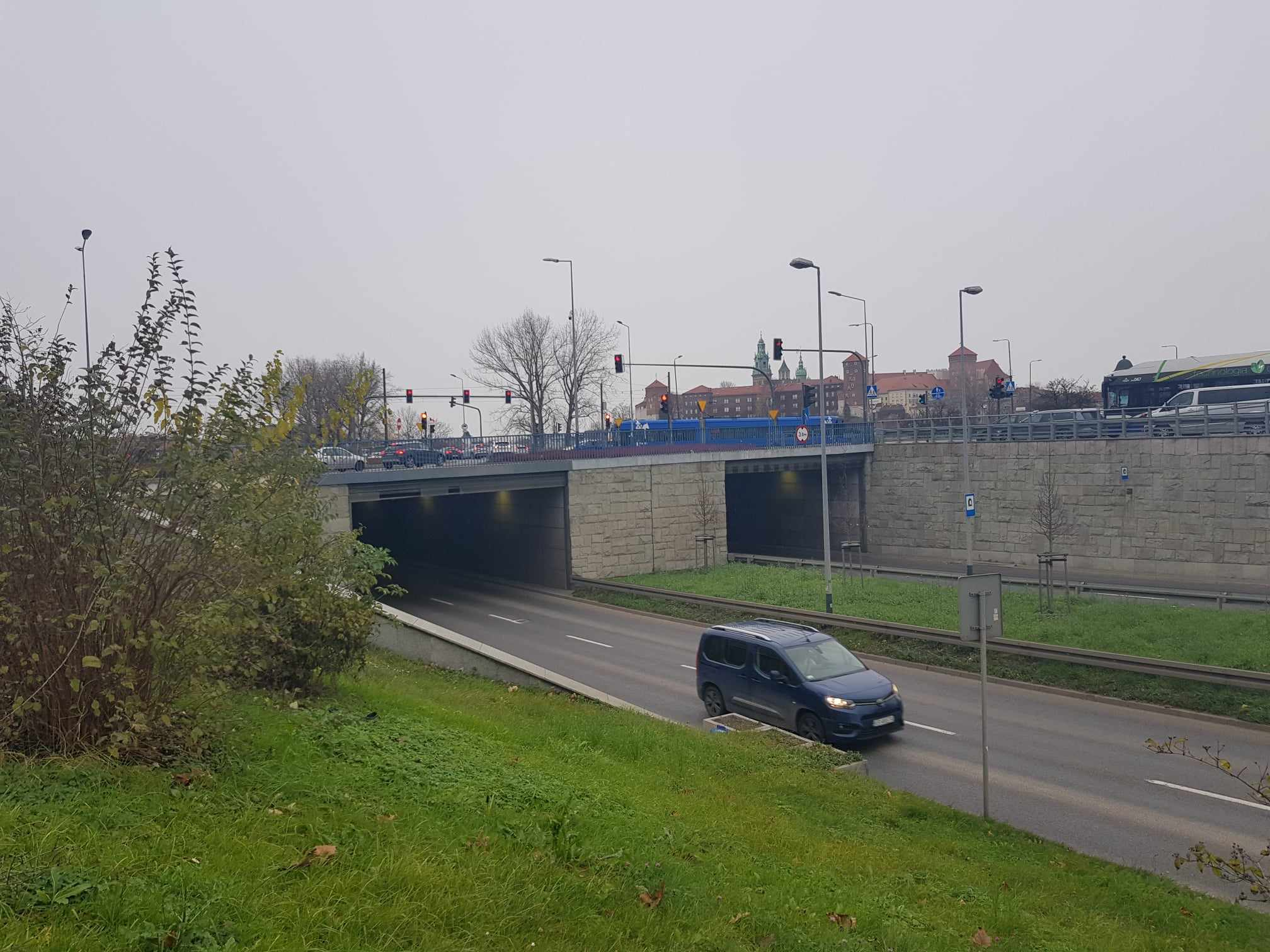
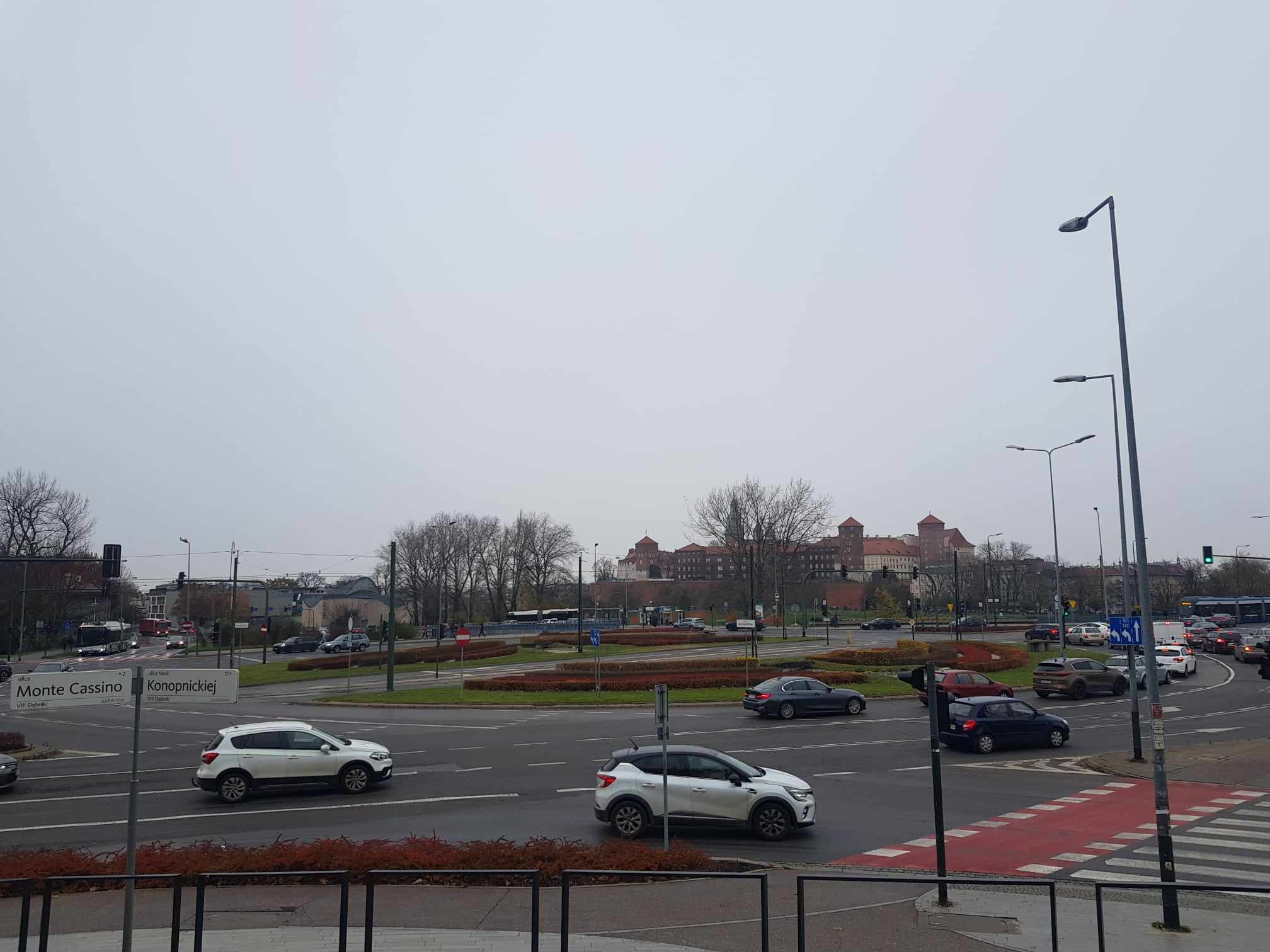